# Christian 2. af Sachsen
 Ikke at forveksle med Christian 2. af Danmark.
Christian 2. af Sachsen (23. september 1583 i Dresden – 23. juni 1611 i Dresden) var kurfyrste af Sachsen fra 1591 til 1611.
Christian 2. var søn af Christian 1. af Sachsen. Christian 2. efterfulgte sin far som kurfyrste af Sachsen i 1591. Da han var mindreårig fungerede hertug Frederik Vilhelm 1. af Sachsen-Weimar som regent frem til 1601. 
Han giftede sig i 1602 med Hedevig af Danmark-Norge, datter af Sophie af Mecklenburg og kong Frederik 2. af Danmark-Norge. Christian og Hedevig fik ingen børn, og han blev derfor afløst af sin broder (Johann Georg 1. af Sachsen) ved sin død i 1611. 